# Klučov (powiat Třebíč)
Klučov – gmina w Czechach, w powiecie Třebíč, w kraju Wysoczyna. 1 stycznia 2014 liczyła 169 mieszkańców.